# Donacia pubescens
Donacia pubescens är en skalbaggsart som beskrevs av J. L. Leconte 1868. Donacia pubescens ingår i släktet Donacia och familjen bladbaggar. Inga underarter finns listade i Catalogue of Life.